# Stéphane Cueff
Stéphane Cueff (Landivisiau, 14 oktober 1969) was een Franse wielrenner. Hij was actief van 1995 tot en met 1999.

## Overwinningen
1996
- Eindklassement Ruban Granitier Breton

1998
- GP van Isbergues

## Resultaten in voornaamste wedstrijden
| Jaar | Ronde van Italië | Ronde van Frankrijk | Ronde van Spanje |
| ---- | ---------------- | ------------------- | ---------------- |
| 1997 |                  | 138e                |                  |